# Saltos ornamentais no Campeonato Mundial de Esportes Aquáticos de 2013
Os eventos dos saltos ornamentais no Campeonato Mundial de Esportes Aquáticos de 2013 ocorreram entre 20 e 28 de julho na Piscina Municipal de Montjuïc em Barcelona na Espanha.

## Calendário
| Julho              | 19 | 20 | 21 | 22 | 23 | 24 | 25 | 26 | 27 | 28 | 29 | 30 | 31 | 01 | 02 | 03 | 04 | T  |
| ------------------ | -- | -- | -- | -- | -- | -- | -- | -- | -- | -- | -- | -- | -- | -- | -- | -- | -- | -- |
| Saltos ornamentais |    | 1  | 1  | 2  | 2  | ●  | 1  | 1  | 1  | 1  |    |    |    |    |    |    |    | 10 |

## Eventos
| Data        | Hora  | Evento                                                 |
| ----------- | ----- | ------------------------------------------------------ |
| 24 de julho | 10:00 | Trampolim 3 m sincronizado feminino (eliminatórias)    |
| 24 de julho | 14:00 | Trampolim 1 m masculino (eliminatórias)                |
| 24 de julho | 17:30 | Trampolim 3 m sincronizado feminino (final)            |
| 21 de julho | 10:00 | Plataforma 10 m sincronizado masculino (eliminatórias) |
| 21 de julho | 14:00 | Trampolim 1 m feminino (eliminatórias)                 |
| 21 de julho | 17:30 | Plataforma 10 m sincronizado masculino (final)         |
| 22 de julho | 10:00 | Plataforma 10 m sincronizado feminino (eliminatórias)  |
| 22 de julho | 14:00 | Trampolim 1 m masculino (final)                        |
| 22 de julho | 17:30 | Plataforma 10 m sincronizado feminino (final)          |
| 23 de julho | 10:00 | Trampolim 3 m sincronizado masculino (eliminatórias)   |
| 23 de julho | 14:00 | Trampolim 1 m feminino (final)                         |
| 23 de julho | 17:30 | Trampolim 3 m sincronizado masculino (final)           |
| 24 de julho | 10:00 | Plataforma 10 m feminino (eliminatórias)               |
| 24 de julho | 14:00 | Plataforma 10 m feminino (semifinal)                   |
| 25 de julho | 10:00 | Trampolim 3 m masculino (eliminatórias)                |
| 25 de julho | 14:00 | Trampolim 3 m masculino (semifinal)                    |
| 25 de julho | 17:30 | Plataforma 10 m feminino (final)                       |
| 26 de julho | 10:00 | Trampolim 3 m feminino (eliminatórias)                 |
| 26 de julho | 14:00 | Trampolim 3 m feminino (semifinal)                     |
| 26 de julho | 17:30 | Trampolim 3 m masculino (final)                        |
| 27 de julho | 10:00 | Plataforma 10 m masculino (eliminatórias)              |
| 27 de julho | 14:00 | Plataforma 10 m masculino (semifinal)                  |
| 27 de julho | 17:30 | Trampolim 3 m feminino (final)                         |
| 25 de julho | 14:00 | Plataforma 10 m masculino (final)                      |

## Medalhistas
Masculino
| Evento                                | Ouro                                       | Ouro   | Prata                                     | Prata  | Bronze                                 | Bronze |
| Trampolim 1 m individual detalhes     | Li Shixin · China                          | 460.95 | Illya Kvasha · Ucrânia                    | 434.30 | Kevin Chavez · México                  | 431.55 |
| Trampolim 3 m individual detalhes     | He Chong · China                           | 544.95 | Evgeny Kuznetsov · Rússia                 | 508.00 | Yahel Castillo · México                | 498.30 |
| Trampolim 3 m sincronizado detalhes   | Qin Kai · He Chong · China                 | 448.86 | Ilya Zakharov · Evgeny Kuznetsov · Rússia | 428.01 | Rommel Pacheco · Jahir Ocampo · México | 422.79 |
| Plataforma 10 m individual detalhes   | Qiu Bo · China                             | 581.00 | David Boudia · Estados Unidos             | 517.40 | Sascha Klein · Alemanha                | 508.55 |
| Plataforma 10 m sincronizado detalhes | Sascha Klein · Patrick Hausding · Alemanha | 461.46 | Victor Minibaev · Artem Chesakov · Rússia | 445.95 | Cao Yuan · Zhang Yanquan · China       | 445.56 |

Feminino
| Evento                                | Ouro                             | Ouro   | Prata                                       | Prata  | Bronze                                     | Bronze |
| Trampolim 1 m individual detalhes     | He Zi · China                    | 307.10 | Tania Cagnotto · Itália                     | 307.00 | Wang Han · China                           | 297.75 |
| Trampolim 3 m individual detalhes     | He Zi · China                    | 383.40 | Wang Han · China                            | 356.25 | Pamela Ware · Canadá                       | 350.25 |
| Trampolim 3 m sincronizado detalhes   | Wu Minxia · Shi Tingmao · China  | 338.40 | Tania Cagnotto · Francesca Dallapé · Itália | 307.80 | Jennifer Abel · Pamela Ware · Canadá       | 300.78 |
| Plataforma 10 m individual detalhes   | Si Yajie · China                 | 392.15 | Chen Ruolin · China                         | 388.70 | Yulia Prokopchuk · Ucrânia                 | 354.40 |
| Plataforma 10 m sincronizado detalhes | Liu Huixia · Chen Ruolin · China | 356.28 | Meaghan Benfeito · Roseline Filion · Canadá | 331.41 | Pandelela Rinong · Leong Mun Yee · Malásia | 331.14 |

## Quadro de medalhas
*   Nação anfitriã
| Ordem | País           | Medalha de ouro | Medalha de prata | Medalha de bronze | Total |
| ----- | -------------- | --------------- | ---------------- | ----------------- | ----- |
| 1     | China          | 9               | 2                | 2                 | 13    |
| 2     | Alemanha       | 1               | 0                | 1                 | 2     |
| 3     | Rússia         | 0               | 3                | 0                 | 3     |
| 4     | Itália         | 0               | 2                | 0                 | 2     |
| 5     | Canadá         | 0               | 1                | 2                 | 3     |
| 6     | Ucrânia        | 0               | 1                | 1                 | 2     |
| 7     | Estados Unidos | 0               | 1                | 0                 | 1     |
| 8     | México         | 0               | 0                | 3                 | 3     |
| 9     | Malásia        | 0               | 0                | 1                 | 1     |
| Total | Total          | 10              | 10               | 10                | 30    |